# Pietro Campedelli
Pietro Campedelli (Milano, 10 aprile 1932) è un produttore televisivo e dirigente d'azienda italiano. È amministratore delegato dello Studio Campedelli S.r.l., società di produzione da lui fondata specializzata in contenuti in animazione. In precedenza è stato manager nel settore food/beverage oltre che in settori di beni industriali. È stato inoltre consulente per grandi gruppi industriali.
Nel 2012 è stato insignito del prestigioso Ambrogino d’oro del comune di Milano.

## Biografia
Pietro Campedelli è nato a Milano da Primo Campedelli e Seconda Calandrini. È il più piccolo di tre figli: Laura di 5 anni e Romeo Sergio di 7 anni più grandi.
Si diploma seguendo i suoi studi presso il Liceo Scientifico Vittorio Veneto di Milano. Ha dedicato parecchio tempo alla sua passione per lo sport sia individuale (pugilato, sci) che di squadra (pallacanestro a livello agonistico). Terminato il Liceo, si è iscritto alla Facoltà di Economia e Commercio presso l'Università Bocconi. Prima di frequentare regolarmente i corsi, trascorre quattro mesi a Londra facendo lavori saltuari. A 20 anni partecipa a un bando di concorso dell'Aeronautica Militare per Ufficiali Pilota. Supera la dura selezione e può così soddisfare il suo desiderio di fare volo acrobatico. Terminato il servizio militare si dedica agli studi universitari. Si è laureato nel 1957 a pieni voti legali.
Nel 1961 sposa Aloisia Marilena Losego che aveva conosciuto in Bocconi. Aloisia ha sempre seguito Pietro nei suoi spostamenti lavorativi.

### Operatività food/beverage
Dopo la Laurea Pietro Campedelli avvia un lungo periodo di direzione per gruppi del settore food/beverage.
- 1958-1967 Nestlé Italia. Ultima posizione Direttore di Filiale
- 1968-1975 Gruppo Galbani. Direttore Marketing e Vendite
- 1977-1979 Quacker Beverage Italia. Direttore Generale
- 1982-1985 Gruppo Galbani. Assistente dell'Amministratore Delegato

### Operatività beni durevoli
- 1975-1977 Zanussi. Direttore delle Consociate Estere e Direttore Commerciale Italia
- 1979-1982 Gruppo Salvarani. Consigliere di Amministrazione e Direttore Commerciale

### Consulenza per grandi gruppi industriali
Dal 1986 Campedelli si è invece dedicato all'attività di consulenza prevalentemente orientata alla “Gestione del Cambiamento”. Ha collaborato con la società di consulenza SISTEC dal 1986 al 1992. I più importanti clienti con cui Pietro Campedelli ha operato sono:
- 1987-1996 Gruppo Editoriale Giorgio Mondadori
- 1988-1990 Agip Hotel
- 1990-1991 Gruppo Pirelli
- 1992 -1996 ha collaborato con la società di trading internazionale di Silvio Tamaro, specificatamente concentrato sulle aziende internazionali di produzione di elettrodomestici. Ha tenuto i rapporti con la società Whirpool con sede a Benton Harbor negli USA per creare collegamento e obiettivi condivisi con Candy (lavatrici) e Fratelli Merloni (frigoriferi).

### Produzione di audiovisivi in animazione
Nel 1996 si interessa al mercato del cartone animato e decide di mettere a frutto la propria esperienza manageriale nel campo dell'animazione affiancando i produttori del settore nel reperimento delle risorse finanziarie necessarie per la produzione dei loro progetti.
In questa fase è produttore esecutivo per conto di Animation Band della prima serie televisiva in animazione co-prodotta con Rai e dedicata al noto personaggio di Silver Lupo Alberto.
Al suo attivo la Produzione Esecutiva di altre serie animate dedicate a grandi protagonisti dell'immaginario a fumetti made in Italy quali Cocco Bill di Jacovitti, Rat-Man di Leo Ortolani, o disegnate dalla mano di grandi maestri del fumetto come Cuccioli, con il character design di Giorgio Cavazzano.
- Tra il 1996 e il 1998 Lupo Alberto (2 serie TV 52 x 6’30’’, prodotto da the Animation band. Coproduttori RAI, Les Armateurs, France 2 e Telepool ) – produzione esecutiva
- Tra il 2001 e il 2004 Cocco Bill ( 2 serie TV 52 x 13’, prodotte da DeMas & Partners. Coproduttori RAI, EM TV& Merchandising, Agogo) – produzione esecutiva
- Tra il 2003 e il 2005 Cuccioli (3 serie TV 26 x 13’ ciascuna, prodotte da Gruppo Alcuni. Coproduttori RAI, Alphanim, Agogo, Data Quest) – produzione esecutiva
- 2006 Rat-Man (serie TV 52 x 13’ prodotta da Stranemani. Coproduttori RAI e Data Quest) – produzione esecutiva
- 2001 La Lettera di Gillo (cortometraggio sul tema della pedofilia – testo di Maria Rita Parsi. Coprodotto da Pietro Campedelli, Gruppo Alcuni e RAI Cinema)

### Studio Campedelli S.r.l.
Dal 2008 Pietro Campedelli comincia ad occuparsi direttamente di produzione e sviluppo di progetti propri o in partnership con altre aziende e avvia Studio Campedelli s.r.l., società di produzione atta alla creazione e distribuzione di prodotti audiovisivi.
Nel 2014 Pietro Campedelli cede il 30% delle quote di proprietà alla Giunti S.p.A.. L’ingresso di Giunti Editore nel capitale sociale dello Studio crea un notevole potenziamento dell’azienda sia nei confronti del mercato globale che del circuito finanziario. Dal rapporto lavorativo tra le due aziende si sono sviluppate coproduzioni di valore sia nel mercato librario che nel mercato audiovisivo.
Le serie prodotte:
- tra il 2013 e il 2016 Calimero (2 Serie TV da 52 x 12' ciascuna, coprodotte con Alphanim, TF1 e altri partner asiatici. RAI le pre-acquista per l'Italia)
- tra il 2014 e il 2019 Topo Tip (3 Serie TV per un totale di 104 episodi, coprodotte tra Studio Bozzetto, Studio Campedelli, Giunti, RAI, m4e e Cosmo Lumina)
- 2017 ATCHOO! (Serie TV 52 x 11' coprodotta tra Studio Campedelli, Cartobaleno, Cosmos Animation. RAI pre-acquista la serie per l'Italia)
- 2017 Un tuffo nel futuro (cortometraggio prodotto da Studio Campedelli)
- 2019 OPS Orrendi per Sempre (Serie TV 52 x 12' coprodotta tra Studio Campedelli, Movimenti Productions e Cosmos Animation. RAI pre-acquista la Serie per l'Italia)

## Cartoon Italia
Nel 1998 è tra i soci fondatori di Cartoon Italia, l'associazione dei produttori italiani di animazione.
Durante la sua presidenza, lo scopo era quello di creare una massa critica di pressione nei confronti delle Istituzioni che non potevano tenere rapporti con le singole aziende.
È Presidente dell'associazione per nove anni, cessati i quali viene nominato dall'Assemblea dei soci “Presidente Onorario”.

## Onorificenze
- 1998 Premio “Relazioni Internazionali tra il cinema Italiano e Spagnolo”, riconosciuto durante gli incontri italo-ispanici di Sorrento
- 2001 Premio “Produttore dell'anno”, ricevuto durante il Festival Cartoons On The Bay promosso da RAI
- 2009 Premio alla Carriera, festival Cartoons On The Bay “Per aver portato nell'animazione italiana, a livello imprenditoriale e associativo, lo spirito e l'esperienza della sua lunga ed intensa attività di manager industriale, offrendo in più di dieci anni di attività, un rilevante contributo allo sviluppo nazionale ed internazionale del settore”.
- 2012 Conferimento Medaglia d'oro per benemerenze civiche da parte del Sindaco di Milano (Ambrogino d'oro).
- 2018 Targa dei 20 anni in occasione della nascita dell'Associazione Cartoon Italia. Alla commemorazione ha partecipato anche ANICA con il suo presidente dott. Rutelli.